# Helina dasyops
Helina dasyops este o specie de muște din genul Helina, familia Muscidae. A fost descrisă pentru prima dată de Macquart în anul 1843. Conform Catalogue of Life specia Helina dasyops nu are subspecii cunoscute.